# Damir Škaro
Damir Škaro, född den 2 november 1959 i Zagreb, Kroatien (dåvarande Jugoslavien), är en kroatisk boxare och före detta jugoslavisk representant som tog OS-brons i lätt tungviktsboxning 1988 i Seoul. Škaro har arbetat som sekreterare på Kroatiens olympiska kommitté.